# Moenkhausia grandisquamis
Moenkhausia grandisquamis es una especie de peces de la familia Characidae.

## Morfología
Los machos pueden llegar alcanzar los 10 cm de longitud total.

## Hábitat
Vive en zonas de clima tropical entre 21 °C - 25 °C de temperatura.

## Distribución geográfica
Se encuentran en Sudamérica: las Guayanas y cuenca del río Amazonas.